# Geografía de Albacete
La ciudad de Albacete se encuentra al sureste de la península ibérica y de la Meseta Central en la región histórica de La Mancha, concretamente en la histórica comarca manchega de La Mancha de Montearagón. Se encuadra actualmente dentro de la comarca de Los Llanos, de la que es su único municipio.

Localización del municipio de Albacete respecto al conjunto de su provincia.

Situada a 636 m sobre el nivel del mar, Albacete tiene un clima mediterráneo continental. La red hidrológica es débil y está caracterizada por endorreísmos y arreísmos. La gran superficie del municipio de Albacete, que alcanza los 1125.91 m², le permite disponer de una importante diversidad tanto de flora como de fauna. 
La contaminación aumenta en las zonas industriales y las grandes vías de comunicación, debido sobre todo al tráfico de vehículos, problema que se acrecienta en los periodos de sequía.

## Situación
El término municipal de Albacete ocupa una extensión de 1125,91 km² (es el séptimo más extenso de España, cuarto si se tienen en cuenta solo las capitales de provincia), y se encuentra a 686 m sobre el nivel del mar. El municipio se encuentra representado en las hojas 742, 743, 765, 766,790, 791, 816 y 817 del Mapa Topográfico Nacional, y se incardina dentro de las coordenadas: Latitud: 38° 59' 44" N y Longitud: 1° 51' 21" 0, siendo sus antípodas naturales la ciudad neozelandesa de Gisborne.
| Noroeste: La Roda y Barrax              | Norte: La Roda, La Gineta, Tarazona de la Mancha, Madrigueras, Motilleja y Mahora | Noreste: Valdeganga y Chinchilla de Montearagón           |
| Oeste: Pozuelo, La Herrera y Barrax     |                                                                                   | Este: Pozo Cañada y Chinchilla de Montearagón             |
| Suroeste Peñas de San Pedro y Pozohondo | Sur: Tobarra y Pozohondo                                                          | Sureste: Pozo Cañada, Tobarra y Chinchilla de Montearagón |

## Relieve

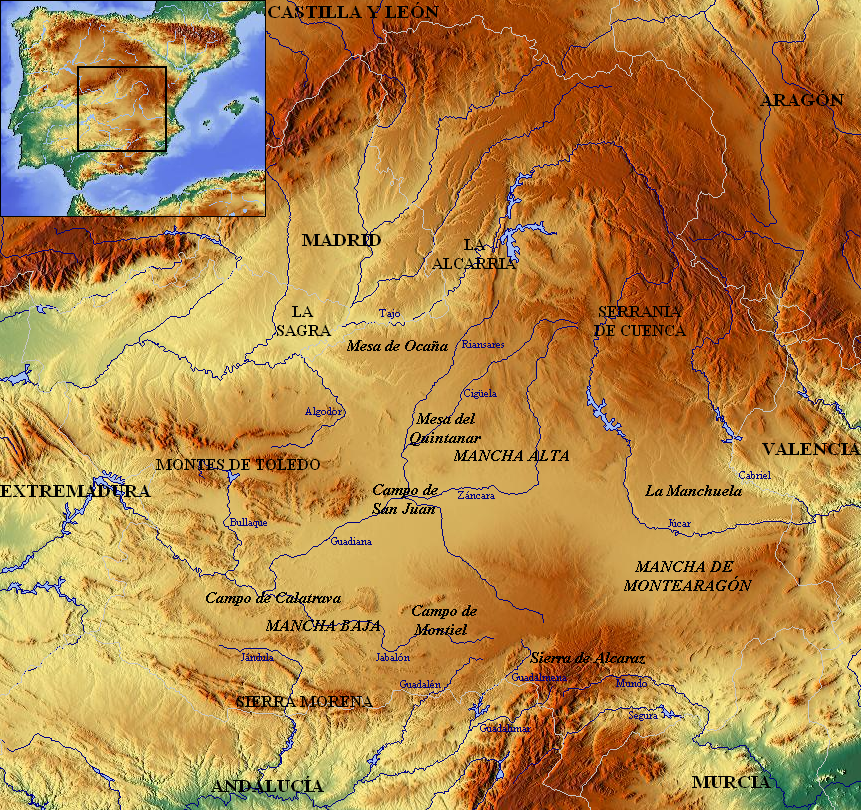
Mapa físico de La Mancha de Montearagón (comarca histórica a la que pertenece Albacete) respecto a Castilla-La Mancha.

Localizada al sureste de la Meseta Central, concretamente en la histórica comarca manchega de La Mancha de Montearagón, la ciudad se encuentra a una altitud media de 686 m s. n. m. El municipio forma parte de cuatro unidades morfoestructurales; la unidad de los Llanos de Albacete y el corredor de La Mancha, caracterizados por la llanura y que afecta a la mayor parte del término municipal, la de Chinchilla-Ayora-Villa de Ves, caracterizado por la existencia de muelas o mesetas casi horizontales, las unidades de Pozo Cañada-Pétrola-Almansa en la que predominan pequeñas elevaciones entre planicies y al este entre la Mancha de Montearagón y el levante se encuentra las sierras de Chinchilla, Hoya-Gonzalo e Higueruela denominada altos de Chinchilla con altitud de unos 1200 metros de altitud, y la unidad Alcaraz-Hellín-Calar del Mundo, situada al sur del municipio y en donde las cotas de relieve son más acusadas y presentan mayores desniveles.
Los materiales sedimentarios que afloran en el municipio pertenecen básicamente a los periodos del terciario y al cuaternario, aunque encuadrados en el régimen de humedad xérico, con claro predominio de contenidos salinos y carbonatados en donde la superficie es pobre en materia orgánica. Debido a su relieve escasamente accidentado, la erosión predominante es la laminar, aunque su riesgo es bajo en la mayor parte de su territorio, aunque algo más moderada en las zonas con mayor altitud, como la zona del sureste y las próximas al río Júcar en el norte.

## Hidrografía

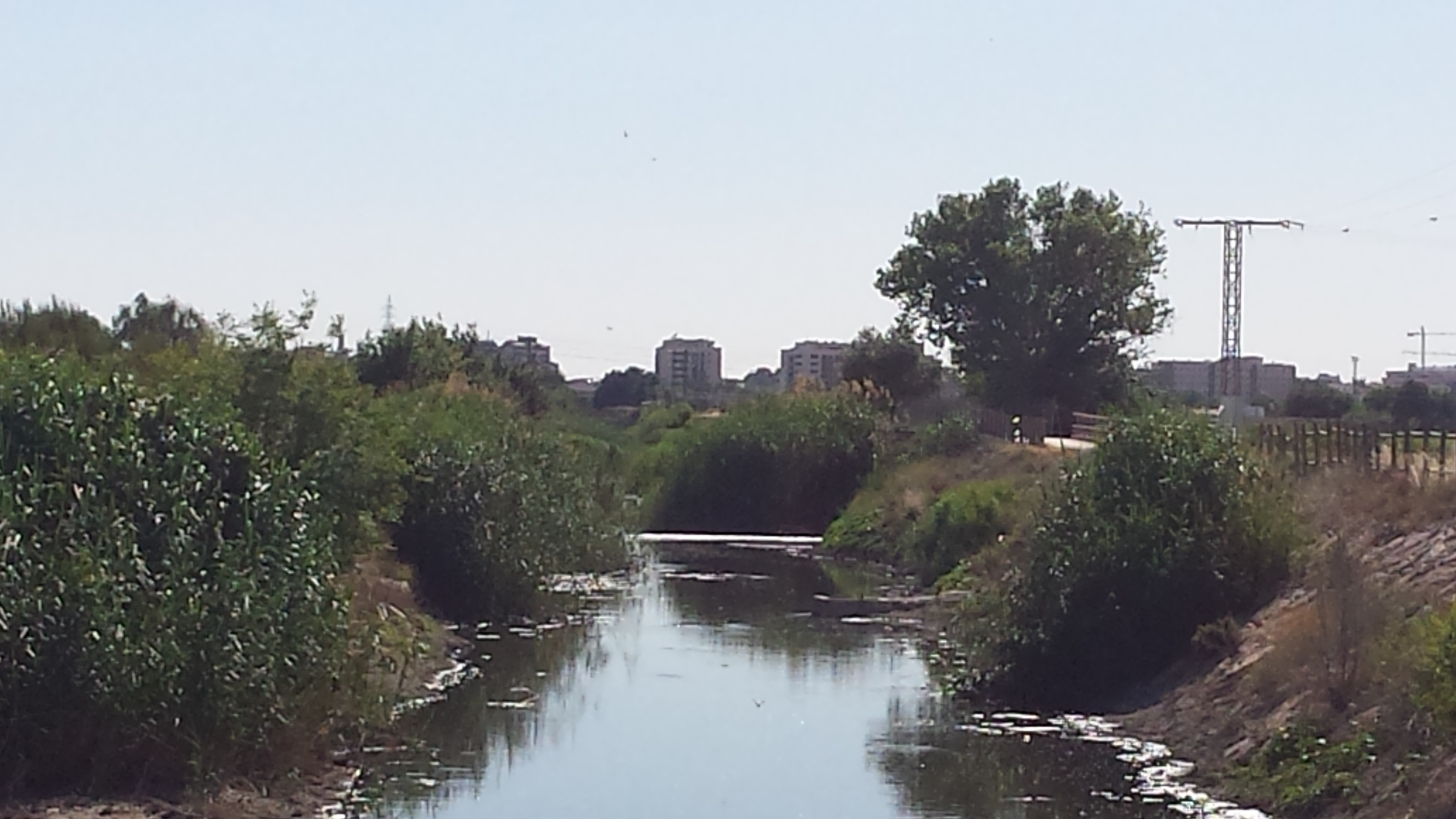
El Canal de María Cristina al norte de la ciudad.

El municipio de Albacete cuenta con una red hidrológica bastante débil y caracterizada por endorreísmos y arreísmos, a excepción del paso, en la zona noroeste del municipio del río Júcar durante 27,4 kilómetros. Albacete se encuentra surcado por varios canales (Canal de María Cristina, El Salobral, El Acequión, Fuente del Charco, etc.) que tienen una regulación desigual debido al régimen pluvio-mediterráneo en la zona, y su regulación mediante diversas presas y embalses, que marcan su irregularidad espacio-temporal que no guarda relación con las variaciones meteorológicas periódicas de las estaciones.
Entre ellos destaca el Canal de María Cristina, la obra de ingeniería hidráulica de mayor envergadura realizada en Albacete a lo largo de su historia, creada por el rey Carlos IV mediante Real Decreto en 1804, comenzando su construcción al año siguiente, en 1805. Tiene una longitud de 32 km y atraviesa la capital de forma subterránea, saliendo al exterior por las afueras.
Además, el canal del trasvase Tajo-Segura atraviesa el municipio de Albacete contando con varias presas en su trayecto como la situada en las inmediaciones de la localidad de Los Anguijes.

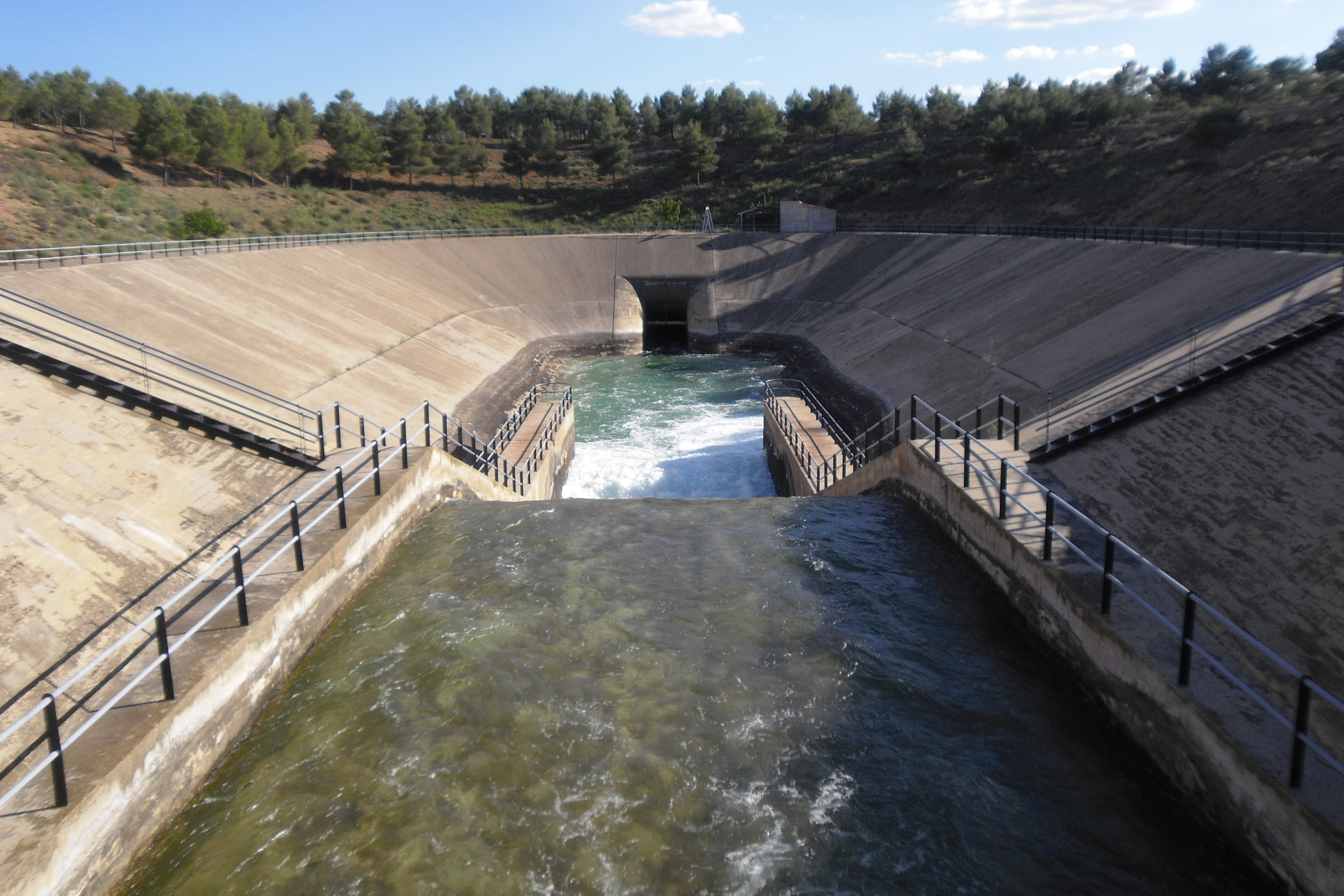
Presa en la localidad albaceteña de Los Anguijes.

Se inserta, el municipio de Albacete, dentro de la cuenca hidrográfica del Júcar, contando con una oficina de la Confederación Hidrográfica en la calle del Doctor García Reyes, 2 de la ciudad. Además, la ciudad alberga la sede de la Junta Central de Regantes de la Mancha Oriental.
En el término municipal existe el importante acuífero de La Mancha Oriental, que se nutre de la lluvia infiltrada por las calizas, de la filtración de los excedentes de riego, así como por la transferencia de otras unidades hidrológicas. De dicho acuífero se extrae agua para regadíos y usos urbano-industriales, aunque también se producen drenajes a los riachuelos cercanos. Debido a la debilidad pluviométrica de la zona, su recarga natural se hace harto difícil.
También se localizan en el municipio varias lagunas como la Laguna del Arquillo o la Laguna de Ontalafia. Desde junio de 2002, la ciudad de Albacete se abastece de aguas superficiales procedentes del embalse de Alarcón a través del Trasvase Tajo-Segura.

## Clima

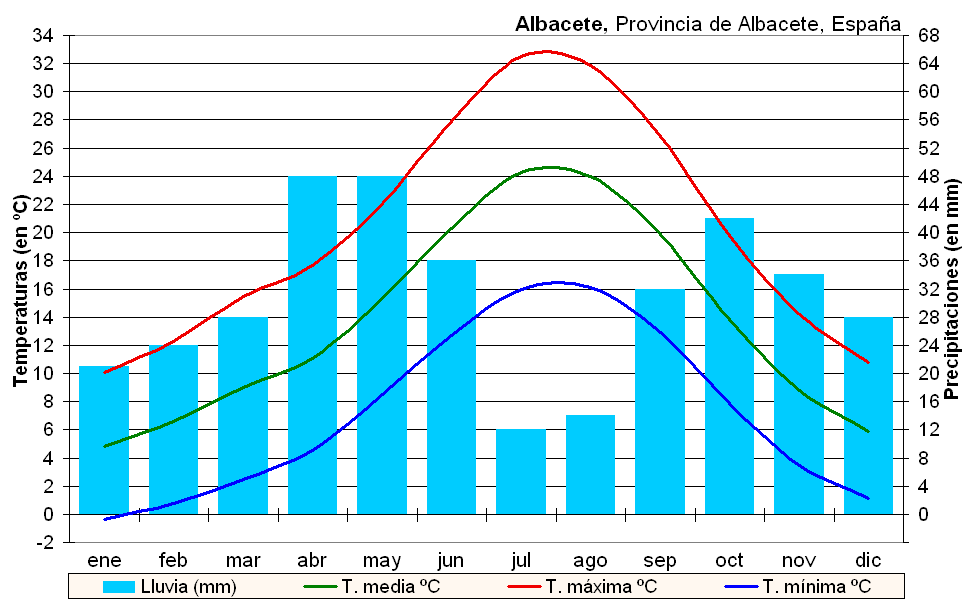
Climograma de la ciudad de Albacete.

El clima de Albacete es clima mediterráneo continental, es decir, clima templado pero con temperaturas extremas en invierno y en verano. Presenta una pluviometría escasa con grandes oscilaciones térmicas entre las diferentes estaciones del año, y entre el día y la noche. Entre los meses de mayo y octubre se genera en el municipio un déficit de agua debido a que la evotranspiración supera a la precipitación. En cambio, entre noviembre y abril el agua se acumula en el suelo de forma escasa dependiendo de la capacidad de retención de los distintos suelos presentes en la zona. Albacete es la capital de provincia española con la temperatura mínima más baja registrada hasta la fecha, que fue de -24 grados el 3 de enero de 1971.
| Parámetros climáticos promedio de la estación de Albacete ciudad (681 m s. n. m.) | Parámetros climáticos promedio de la estación de Albacete ciudad (681 m s. n. m.) | Parámetros climáticos promedio de la estación de Albacete ciudad (681 m s. n. m.) | Parámetros climáticos promedio de la estación de Albacete ciudad (681 m s. n. m.) | Parámetros climáticos promedio de la estación de Albacete ciudad (681 m s. n. m.) | Parámetros climáticos promedio de la estación de Albacete ciudad (681 m s. n. m.) | Parámetros climáticos promedio de la estación de Albacete ciudad (681 m s. n. m.) | Parámetros climáticos promedio de la estación de Albacete ciudad (681 m s. n. m.) | Parámetros climáticos promedio de la estación de Albacete ciudad (681 m s. n. m.) | Parámetros climáticos promedio de la estación de Albacete ciudad (681 m s. n. m.) | Parámetros climáticos promedio de la estación de Albacete ciudad (681 m s. n. m.) | Parámetros climáticos promedio de la estación de Albacete ciudad (681 m s. n. m.) | Parámetros climáticos promedio de la estación de Albacete ciudad (681 m s. n. m.) | Parámetros climáticos promedio de la estación de Albacete ciudad (681 m s. n. m.) |
| Mes                                                                               | Ene.                                                                              | Feb.                                                                              | Mar.                                                                              | Abr.                                                                              | May.                                                                              | Jun.                                                                              | Jul.                                                                              | Ago.                                                                              | Sep.                                                                              | Oct.                                                                              | Nov.                                                                              | Dic.                                                                              | Anual                                                                             |
| --------------------------------------------------------------------------------- | --------------------------------------------------------------------------------- | --------------------------------------------------------------------------------- | --------------------------------------------------------------------------------- | --------------------------------------------------------------------------------- | --------------------------------------------------------------------------------- | --------------------------------------------------------------------------------- | --------------------------------------------------------------------------------- | --------------------------------------------------------------------------------- | --------------------------------------------------------------------------------- | --------------------------------------------------------------------------------- | --------------------------------------------------------------------------------- | --------------------------------------------------------------------------------- | --------------------------------------------------------------------------------- |
| Temp. máx. abs. (°C)                                                              | 21.6                                                                              | 24.2                                                                              | 31.2                                                                              | 30.6                                                                              | 37.9                                                                              | 39.4                                                                              | 41.4                                                                              | 41.5                                                                              | 39.6                                                                              | 33.0                                                                              | 28.8                                                                              | 21.0                                                                              | 41.5                                                                              |
| Temp. máx. media (°C)                                                             | 10.8                                                                              | 13.2                                                                              | 16.6                                                                              | 18.6                                                                              | 23.4                                                                              | 29.2                                                                              | 33.4                                                                              | 33.0                                                                              | 27.4                                                                              | 21.0                                                                              | 14.7                                                                              | 11.1                                                                              | 21.0                                                                              |
| Temp. media (°C)                                                                  | 5.8                                                                               | 7.4                                                                               | 10.2                                                                              | 12.2                                                                              | 16.6                                                                              | 21.7                                                                              | 25.3                                                                              | 25.2                                                                              | 20.8                                                                              | 15.1                                                                              | 9.4                                                                               | 6.3                                                                               | 14.7                                                                              |
| Temp. mín. media (°C)                                                             | 0.7                                                                               | 1.6                                                                               | 3.8                                                                               | 5.8                                                                               | 9.8                                                                               | 14.2                                                                              | 17.2                                                                              | 17.4                                                                              | 14.2                                                                              | 9.2                                                                               | 4.0                                                                               | 1.5                                                                               | 8.3                                                                               |
| Temp. mín. abs. (°C)                                                              | -16.2                                                                             | -19.0                                                                             | -6.6                                                                              | -3.2                                                                              | -0.6                                                                              | 4.3                                                                               | 9.2                                                                               | 9.2                                                                               | 4.7                                                                               | -0.4                                                                              | -5.4                                                                              | -9.2                                                                              | -19.0                                                                             |
| [cita requerida]                                                                  |                                                                                   |                                                                                   |                                                                                   |                                                                                   |                                                                                   |                                                                                   |                                                                                   |                                                                                   |                                                                                   |                                                                                   |                                                                                   |                                                                                   |                                                                                   |

Los valores extremos de Albacete están mostrados en la siguiente tabla:
| Concepto                       | Valor numérico | Fecha                    |
| ------------------------------ | -------------- | ------------------------ |
| Precipitación máxima en un día | 146.6 l/m²     | 11 de septiembre de 1996 |
| Temperatura mínima absoluta    | -24.0 °C       | 3 de enero de 1971       |
| Temperatura máxima absoluta    | 45.5 °C        | 31 de agosto de 1903     |

## Flora y fauna

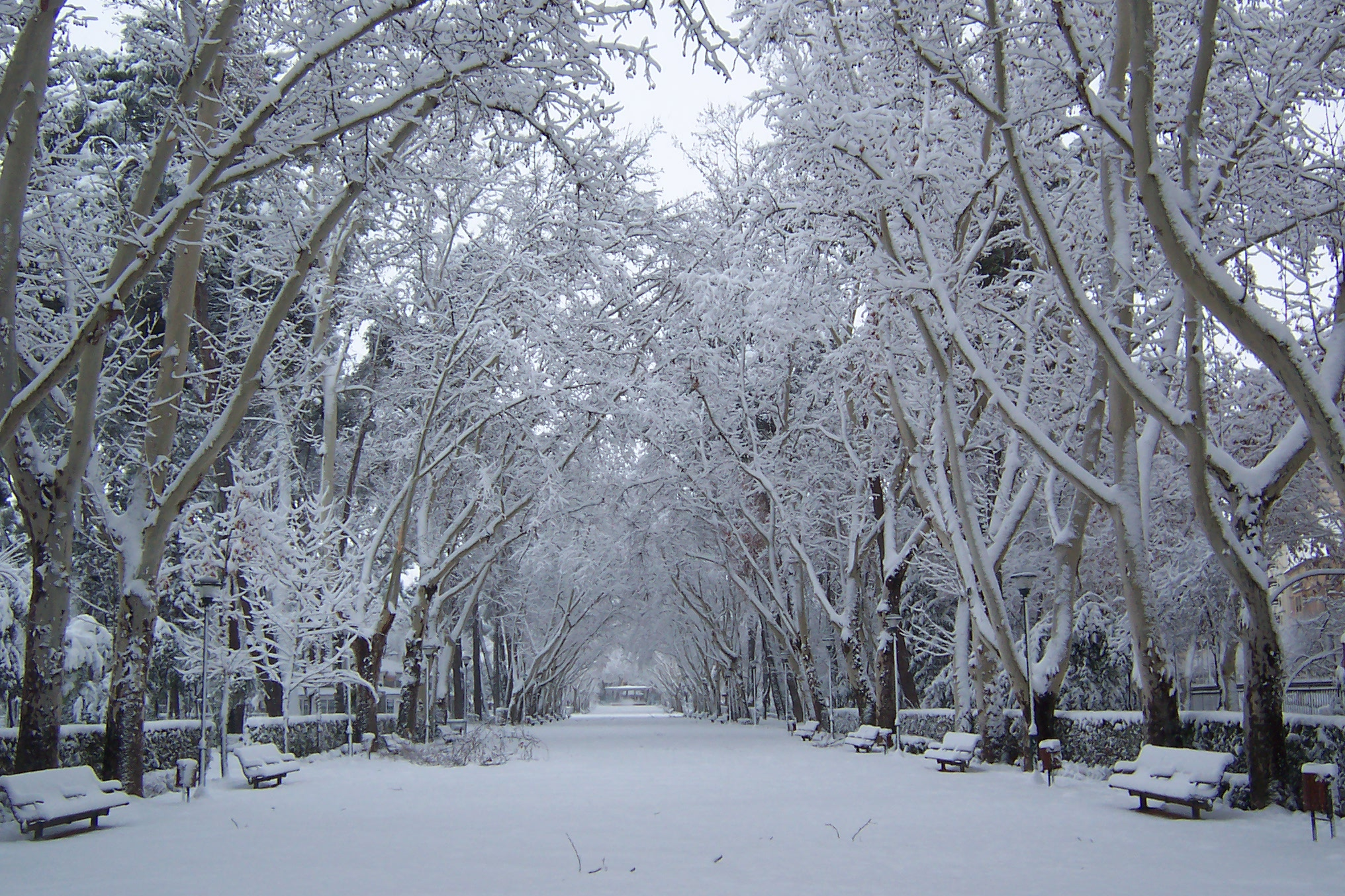
El Parque Abelardo Sánchez nevado. Las nevadas en Albacete son ocasionales en invierno.

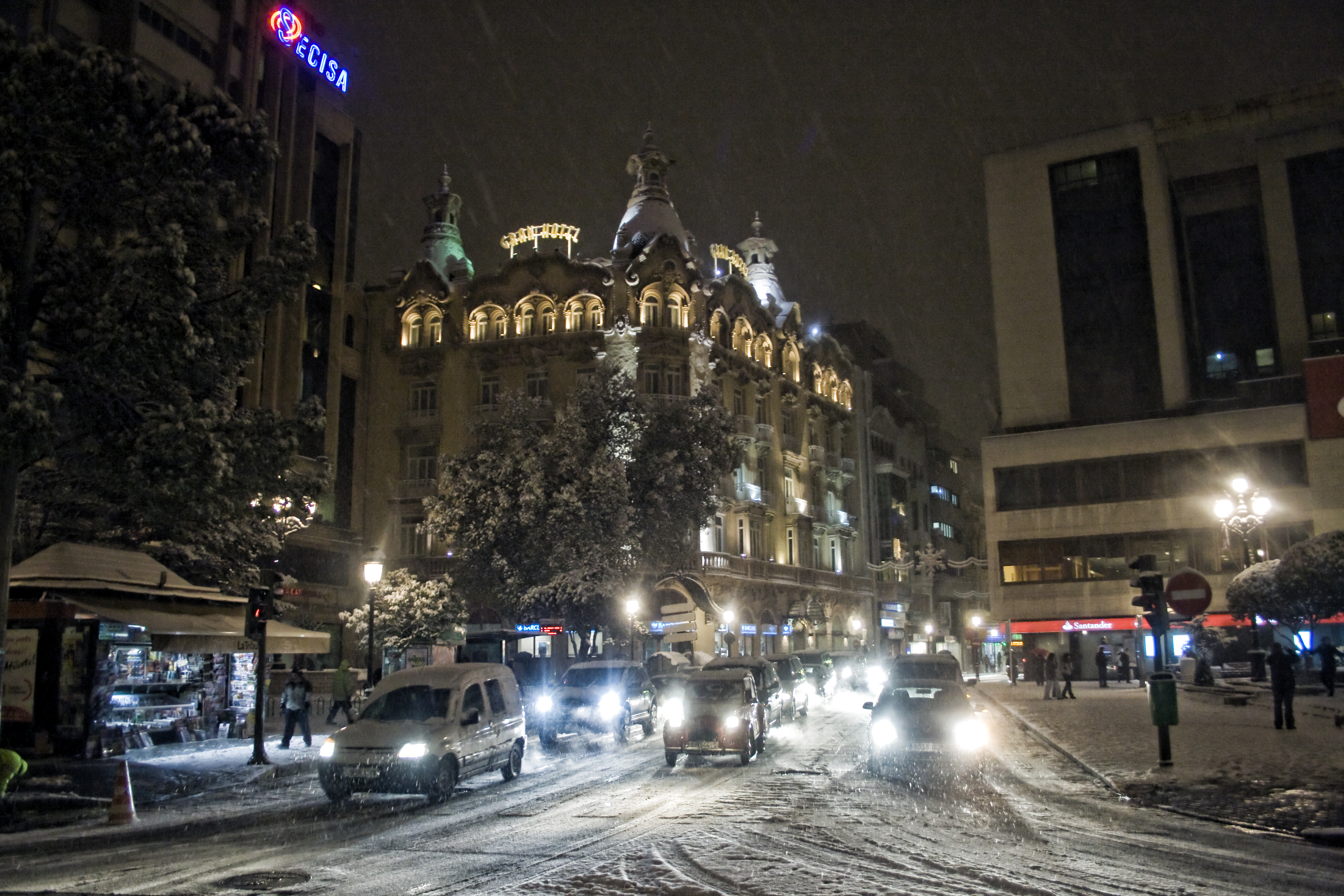
Nevando en la Plaza del Altozano.

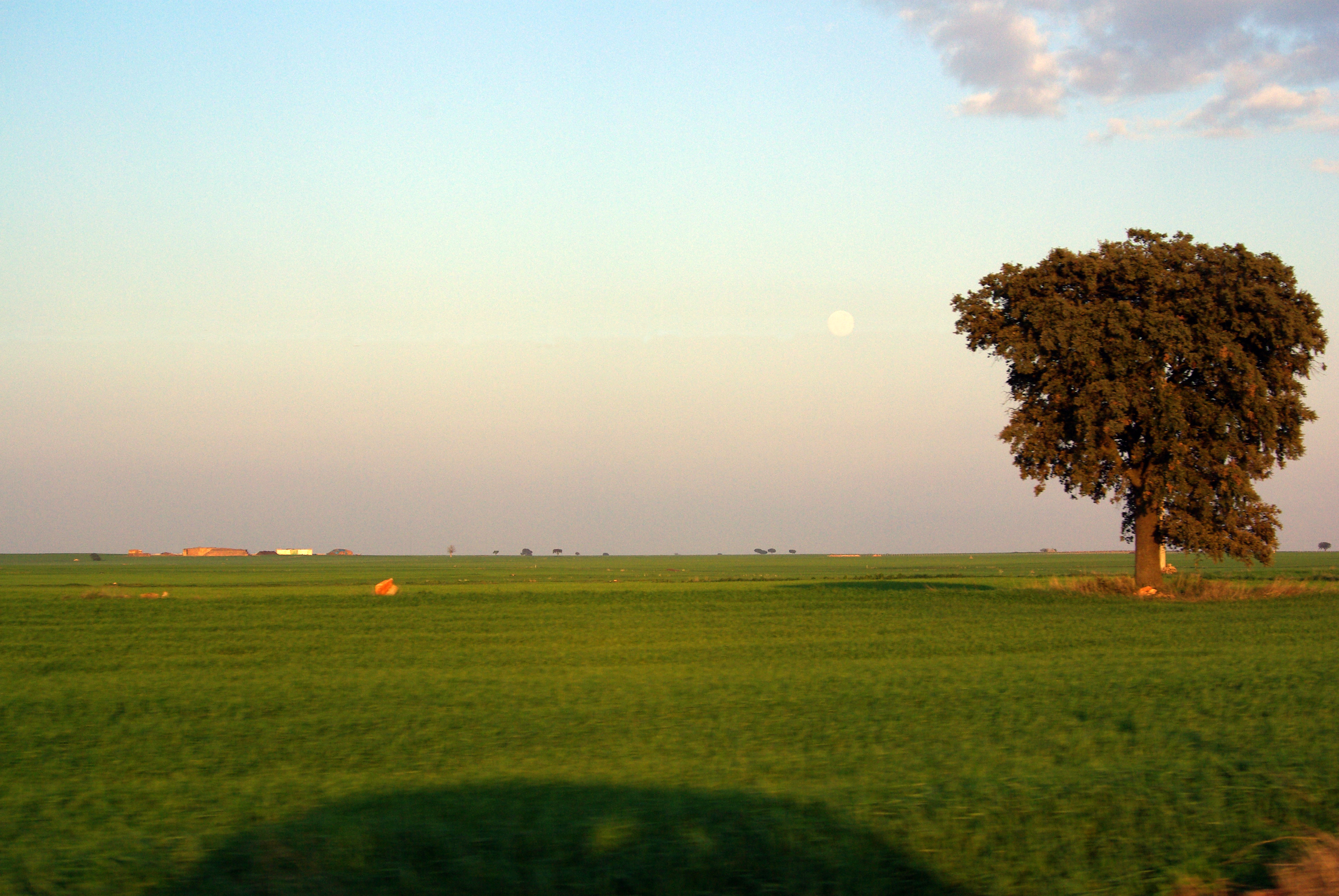
Paisaje típico albacetense.

El municipio de Albacete, al contar con una superficie importante, dispone de una importante diversidad faunística y de flora. Entre la flora, destacan importantes extensiones de ejemplares de encina (Quercus ilex), pino piñonero (Pinus pinea), pino carrasco o alepo (Pinus halepensis), además de quejigos (Quercus faginea), enebros de la miera (Juniperus oxycedrus) y olmos (Ulmus minor). No obstante, en las zonas más húmedas destaca la existencia de fresnos (Fraxinus angustifolia) e incluso lentiscos, madroños, o chopos.
A pesar de la importancia del encinar en el municipio, con el devenir de los tiempos fue sustituyéndose progresivamente por cultivos cerealistas, viñedos y matorrales bajos como romeros, tomillos, lavanda o espartizales.
En cuanto a la avifauna, en Albacete destacan los ejemplares de paloma, perdiz, tórtola, gorrión, agateador, mirlo, verdecillo, y petirrojo (entre otras especies). Además, abundan los ejemplares de ardilla roja, zorros rojos, conejos, e incluso cabra montés.
La ciudad alberga el Centro de Recuperación de Fauna Salvaje de Albacete, hospital especializado en atender a las especies protegidas heridas.

## Contaminación atmosférica y acústica
El tráfico de vehículos es la principal causa de contaminación en la ciudad, especialmente en torno a las zonas industriales y las grandes vías de comunicación (como autovías o grandes avenidas). En 2011 la ciudad superó durante once días los 20 microgramos por metro cúbico de partículas contaminantes, lo que reconoce la existencia de contaminación en la ciudad, aunque en unos bajos niveles. Los años de sequía, que son periódicos en Albacete, provocan que aumenten los niveles de contaminantes de partículas en suspensión y también de otros gases como el dióxido de carbono o de nitrógeno.
La contaminación acústica es la que presenta mayores problemas en la ciudad, sobre todo en determinadas zonas donde el tráfico presenta mayores congestiones, de hecho registra diaria y habitualmente un nivel de entre 70 y 72 decibelios en hora punta (siendo lo recomendable por la OMS un nivel de 65 decibelios).

## Medio ambiente

Esquema de «los tres pilares del desarrollo sostenible».

Albacete inició el camino de la transformación hacia una ciudad sostenible, tras suscribir en marzo de 2000 la Carta de Aalborg y adherirse a la Campaña de Ciudades Europeas Sostenibles. Este compromiso se materializó en el desarrollo y la aplicación de la Agenda Local 21, un proyecto que fomenta una política municipal más respetuosa con el ambiente para mejorar la calidad de vida de todos los ciudadanos. Además, la ciudad se incorporó en 2005 tanto al programa «Ayuntamientos por el Clima» como, como a la «Red de Ciudades y Pueblos Sostenibles de Castilla-La Mancha».
La ciudad de Albacete, en sesión plenaria de 29 de diciembre de 2005 celebrada por su Ayuntamiento, aprobó su Declaración de Sostenibilidad, en la que comprometía a: impulsar la mejora de la organización y gestión pública municipal (basada en la promoción de la sostenibilidad local, social, económica y ambiental y la perspectiva de género), mejorar la calidad de vida de los ciudadanos y ciudadanas, promover un desarrollo urbano que tenga como referencia el principio de ocupación sostenible del suelo y logre integrar la realidad urbana y rural, fomentar la adopción de sistemas de gestión sostenible en la actividad agrícola y ganadera del municipio, mejorar el posicionamiento competitivo de la ciudad de Albacete en el contexto del sistema urbano regional y nacional, desarrollar un modelo de movilidad sostenible y mejorando la accesibilidad en la ciudad, impulsar la participación ciudadana, el asociacionismo y la conciencia cívica con el fin de asegurar el compromiso de los distintos sectores sociales en el desarrollo sostenible, promover la mejora de la situación y perspectivas de futuro del colectivo juvenil, adecuar la gestión de los vectores ambientales (aire, agua y energía) y de los residuos generados, y articular la integración de Albacete en el marco de la sostenibilidad local (entre otras).